# Verrucosa arenata
Verrucosa arenata är en spindelart som först beskrevs av Charles Athanase Walckenaer 1842.  Verrucosa arenata ingår i släktet Verrucosa och familjen hjulspindlar. Inga underarter finns listade i Catalogue of Life.

## Bildgalleri

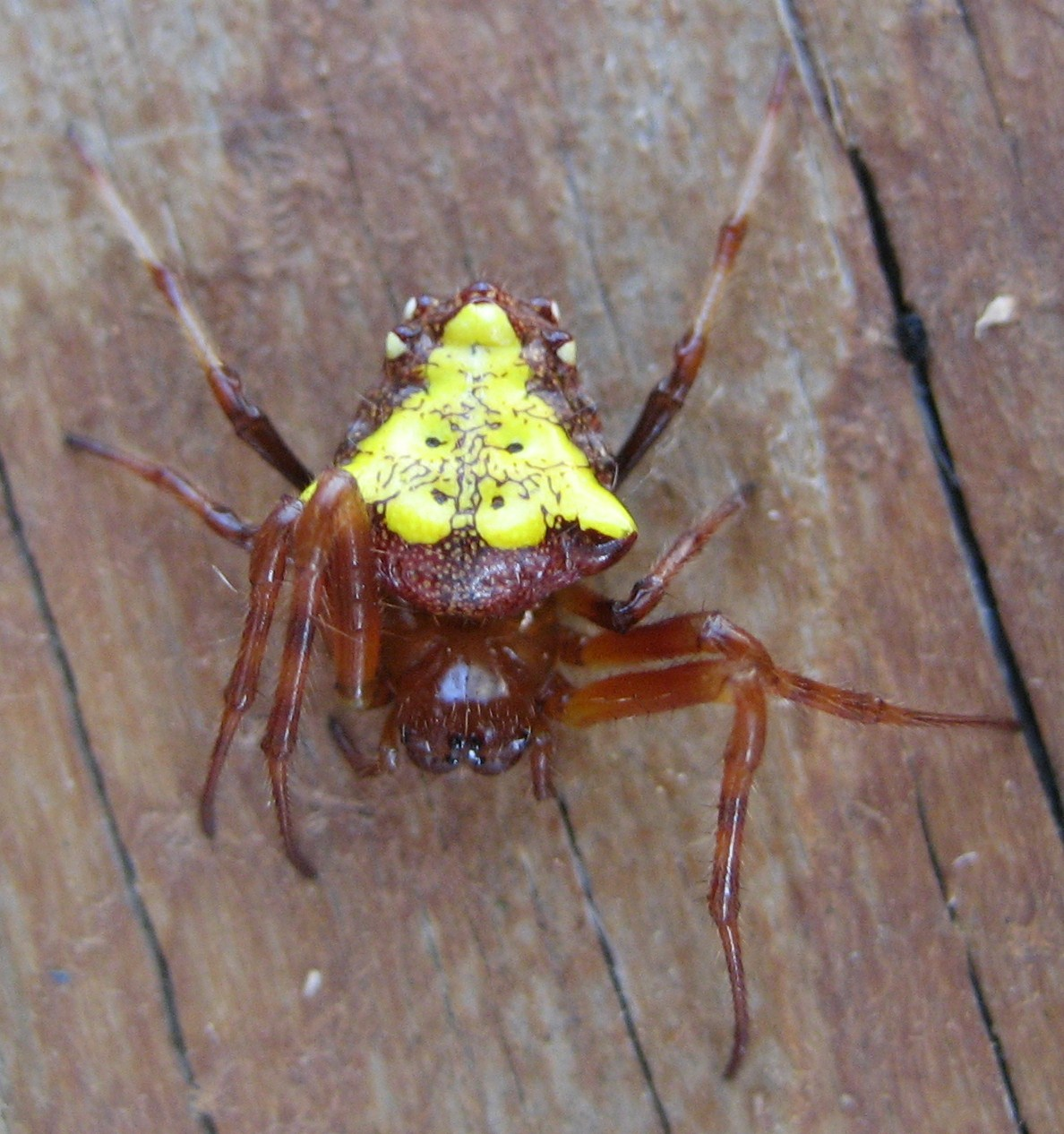
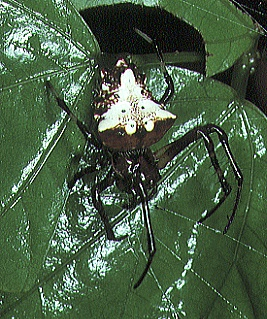